# Centrale thermique de Sodegaura
La centrale thermique de Sodegaura est une centrale thermique dans la préfecture de Chiba au Japon.